# Paulo Pinto Pupo
Paulo Pinto Pupo (1911 — 1970) foi um médico neurologista brasileiro.
Iniciou o primeiro serviço de eletroencefalografia (EEG) do Brasil, em 1944, na cidade de São Paulo.